# Історія євро
Євро з’явилося 1 січня 1999 року, його впровадження було метою Європейського Союзу (ЄС) та його попередників з 1960-х років. Після напружених переговорів Маастрихтська угода набула чинності в 1993 році з метою створення економічного та монетарного союзу до 1999 року для всіх держав ЄС, крім Сполученого Королівства та Данії (хоча Данія має політику фіксованого обмінного курсу щодо євро).

Мапа валют ЄС, і дати прийняття євро (до 31 січня 2020 року)
Держави, які використовували євро з 1999 року (валюта надійшла в обіг з 2002 року)
Держави, які згодом прийняли євро
Держави, що використовують інші валюти

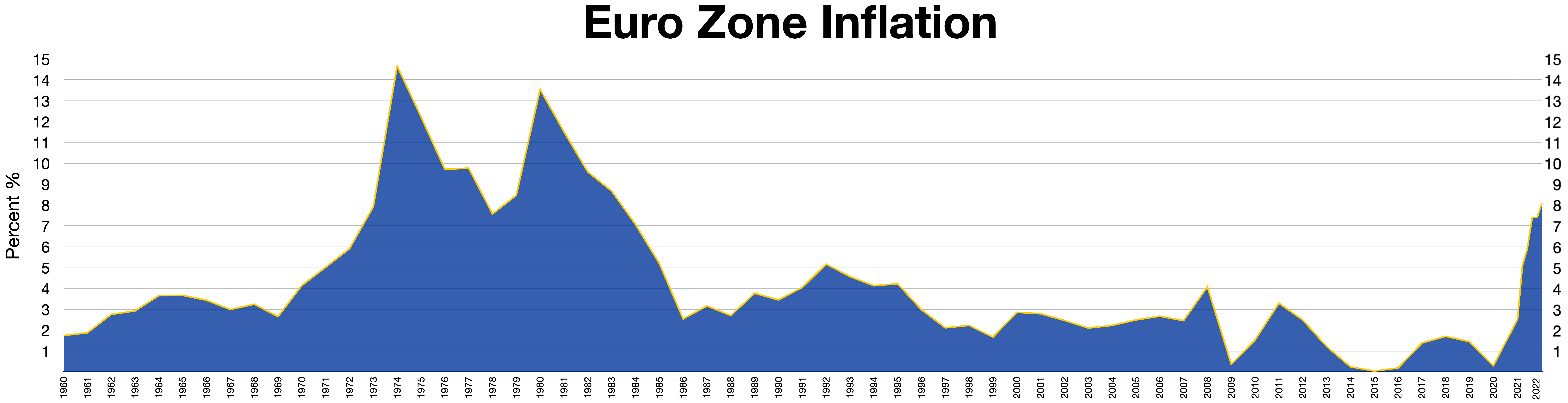
Інфляція в єврозоні

Валюта була сформована фактично в 1999 році; купюри та монети почали ходити в обігу в 2002 році. Вони швидко замінили колишні національні валюти та повільно розширилися позаду решти ЄС. У 2009 році Лісабонська угода завершила створення політичного органу Єврогрупи разом із Європейським центральним банком.

## Передісторія

### Ідея єдиної європейської валюти
Незважаючи на молодість самого євро, його ідея спільної грошової системи на території Європи, виникала ще в античні часи, ще задовго до створення Європейських Співтовариств. Так, деякі старогрецькі міста-держави створювали між собою союзи з єдиною фінансовою системою. В середньовіччі спроби створення єдиної валюти відбувалися декілька разів: в XIII–XVI ст. на території Ганзейської унії, Латинський та Скандинавський монетні союзи XIX–XX ст., Римський договір та створення Європейської валютної системи.
Латинський монетний союз поєднував Францію, Італію, Бельгію, Швейцарію з 1865 року, а з 1868 — і Грецію, тобто був прообразом системи євро. Грошові системи були ідентичні за вагою, матеріалом та номіналом монет, але національні назви грошових одиниць збереглись. Латинський союз, який очолювала Франція, поширював сферу свого фінансового впливу і наприкінці XIX ст. ще 18 країн мали грошові одиниці, еквівалентні французькому франку. Латинський союз існував до 1926 року.
Як і раніше, як Ліга Націй, Густав Штреземан у 1929 році запитував європейську валюту на тлі посилення економічного розколу через низку нових національних держав у Європі після Першої світової війни. У цей час спогади про Латинський валютний союз, до якого увійшли переважно Франція, Італія, Бельгія та Швейцарія і який, з практичних міркувань, розпався після Першої світової війни, займав важливе місце в умах політиків.

### Засади для створення євро

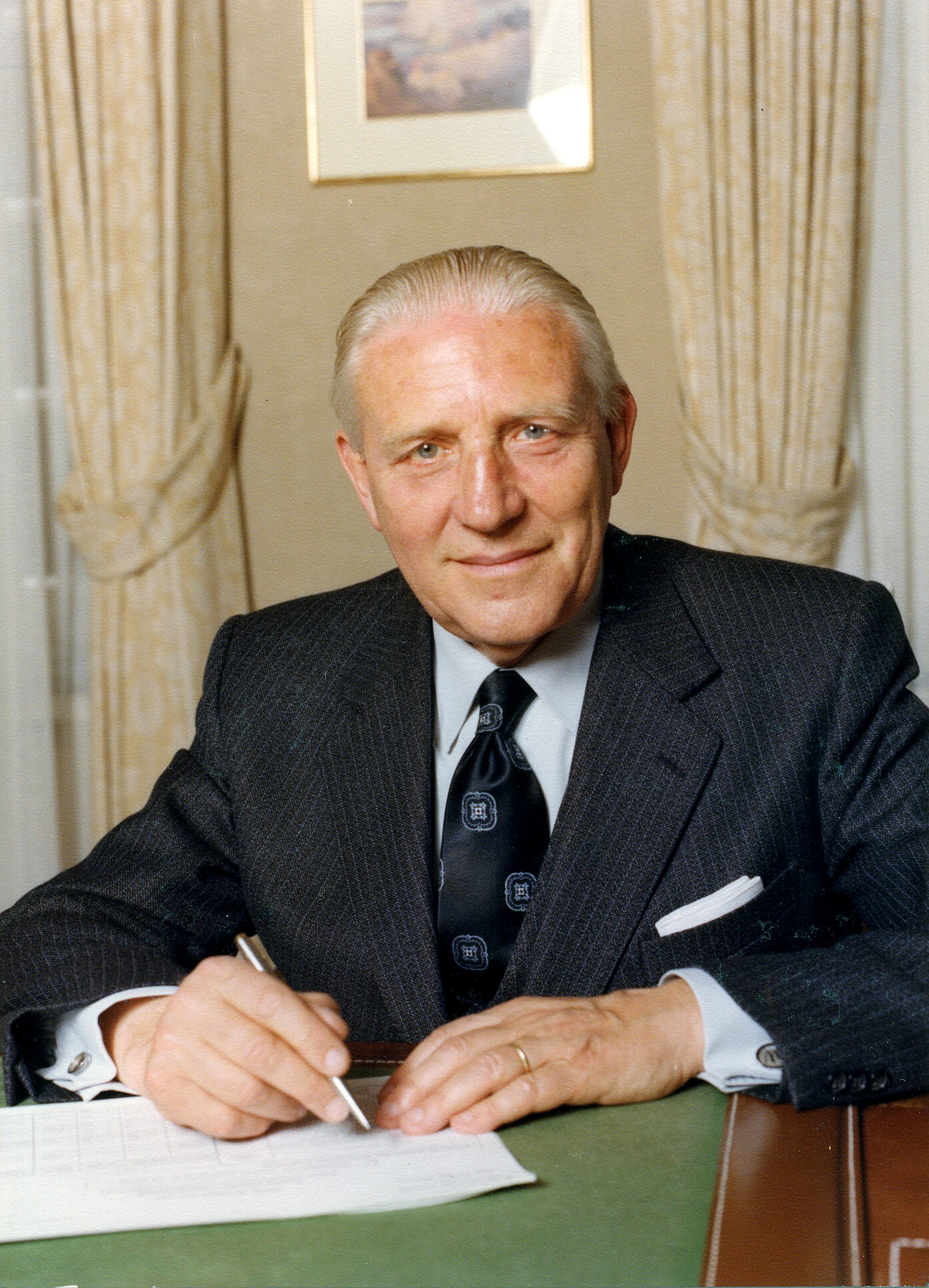
Доповідь П’єра Вернера поклала початок першим крокам до валютного союзу

Після Другої світової війни, що завдала серйозного удару по міжнародній валютній системі, Європа опинилася без власної світової валюти: Бреттон-Вудська модель міжнародної валютної системи середини XX століття базувалася на доларі США, який ще в 30-ті роки витіснив з лідируючих позицій британський фунт стерлінгів. Тому в 1950 р. був здійснений перший крок у напрямку стабілізації внутрішньої економічної ситуації: створено Європейський платіжний союз, до якого увійшли ФРН, Франція, Велика Британія, Бельгія, Нідерланди, Люксембург, Данія, Швеція, Норвегія, Ісландія, Швейцарія, Австрія, Італія, Греція, Португалія і Туреччина (згодом він був перетворений в Європейську валютну угоду).
У квітні 1951 року було підписано Паризький договір про створення Європейського об'єднання вугілля та сталі, що поклало початок європейської економічної інтеграції. У той же час, перші реальний передумови повноцінного валютного співробітництва з'явилися в 1957 році, коли Римським договором було укладено Європейську спільноту по атомній енергетиці (Евратом) та Європейське економічне співтовариство (ЄЕС) з метою створення єдиного ринку, усунення торгових і митних бар'єрів. Європейське співтовариство з'явилося з 1 січня 1958 року і об'єднувало спочатку шість країн — ФРН, Франція, Італія, Бельгія, Нідерланди, Люксембург. З 1973 року в ЄЕС увійшли Велика Британія, Ірландія, Данія, з 1981 — Греція; з 1986 — Португалія та Іспанія, потім Австрія, Швеція, Фінляндія. Економічне об'єднання Європи всією логікою свого розвитку вело до необхідності наявності єдиних грошових знаків, і в рамках меморандуму ЄЕС у 1962 році вперше було прийняте положення щодо єдиної фінансової системи, в складі якого — ідеї фіксації обмінних курсів валют країн ЄЕС у певному діапазоні («валютна змія») та єдиної валюти.
У грудні 1969 р. на Європейській раді в Гаазі вперше мета створення Європейського валютного союзу була переведена в практичну площину. У жовтні 1970 р. з'явився так званий «план Вернера», в якому була сформульована концепція переходу до валютного союзу через незворотною взаємної конвертованості національних валют, повну лібералізацію руху капіталів, встановлення постійних валютних курсів і заміну національних валют єдиною європейською валютою до 1980р. Проте реалізації «плана Вернера» перешкодила енергетична криза 1972 року.
У 1971 році президент США Річард Ніксон скасував золоте забезпечення долара США, що спричинило крах Бреттон-Вудської системи, який вплинув на всі основні світові валюти. Поширене коливання валюти та девальвація стримували прагнення до європейського валютного союзу.
У квітні 1975 р. була введена європейська розрахункова одиниця — ЕРЕ (European unit of account — EUA), курс якої залежав вже не від долара, а від ринкової вартості складових її європейських валют. Ця одиниця використовувалася в міждержавних розрахунках і бюджеті ЄЕС, в операціях Європейського інвестиційного банку.
У 1977 р. ідея валютного союзу була знову реанімовано канцлером ФРН Г. Шмідтом і президентом Франції В. Жискар д'Естеном і підтримана головою Комісії ЄС Р. Дженкінсом. На сесії Європейської ради 5–6 грудня 1978 р. у Брюсселі було ухвалено рішення про створення Європейської валютної системи.
У 1979 році «валютна змія» була реалізована: уряди та центральні банки дев'яти держав-членів ЄЕС (Бельгія, Велика Британія, Данія, Ірландія, Італія, Люксембург, Нідерланди, Франція, ФРГ) створили Європейську валютну систему (ЄВС) і європейську валютну одиницю — «ЕКЮ» (European currency unit — ECU). Важливою особливістю ЄВС було те, що вона включала до свого складу всі країни ЄЕС.
У лютому 1988 р. міністр закордонних справ ФРН Г.-Д. Геншер представив меморандум «Про створення європейського валютного простору та Європейського центрального банку», який був підтриманий тодішньому головою Комісії ЄС Ж. Делором і згодом трансформувався в так званий «план Делора». Він передбачав здійснення скоординованої економічної і валютної політики країн ЄС, створення Європейського центрального банку і перехід на єдину європейську валюту. Цей план як інтелектуальна основа ЄВС був затверджений Європейською радою 26 червня 1989 р. у Мадриді, а його основні ідеї були згодом затверджені в Маастрихтському договорі.

### Перезапуск

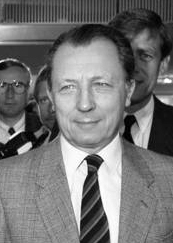
План президента Делора з трьох пунктів проклав шлях до ЄВС

Європейська Рада в Ганновері попросила президента Комісії Жака Делора очолити спеціальний комітет керівників центральних банків, щоб запропонувати новий графік із чіткими, практичними та реалістичними кроками для створення економічного та валютного союзу. Цей спосіб роботи був похідним від методу Спаака.
Франція та Сполучене Королівство були проти возз’єднання Німеччини та намагалися вплинути на Радянський Союз, щоб він зупинив це. Однак наприкінці 1989 року Франція вимагала від Німеччини взяти на себе зобов’язання щодо Валютного союзу в обмін на підтримку возз’єднання Німеччини.
У доповіді Делора 1989 року було викладено план запровадження ЄВС у три етапи, і він включав створення таких інституцій, як Європейська система центральних банків (ЄСЦБ), яка відповідатиме за формулювання та впровадження монетарної політики. Він виклав створення валютного союзу в три етапи. Починаючи з першого з цих кроків, 1 липня 1990 року, валютний контроль було скасовано, таким чином рух капіталу було повністю лібералізовано в Європейському економічному співтоваристві. Лідери досягли згоди щодо валютного союзу з Маастрихтським договором, підписаним 7 лютого 1992 року. Він погодився створити єдину валюту, хоча й без участі Сполученого Королівства, до січня 1999 року.
Отримати схвалення договору було складним завданням. Німеччина була обережна щодо відмови від своєї стабільної валюти, тобто німецької марки, Франція схвалила угоду з невеликою перевагою, а Данія та Сполучене Королівство відмовились ратифікувувати угоду. 16 вересня 1992 року, у відому у Сполученому Королівстві як Чорна середа, британський фунт стерлінгів був змушений вийти з системи фіксованого обмінного курсу через швидке падіння вартості фунта.

### Другий етап

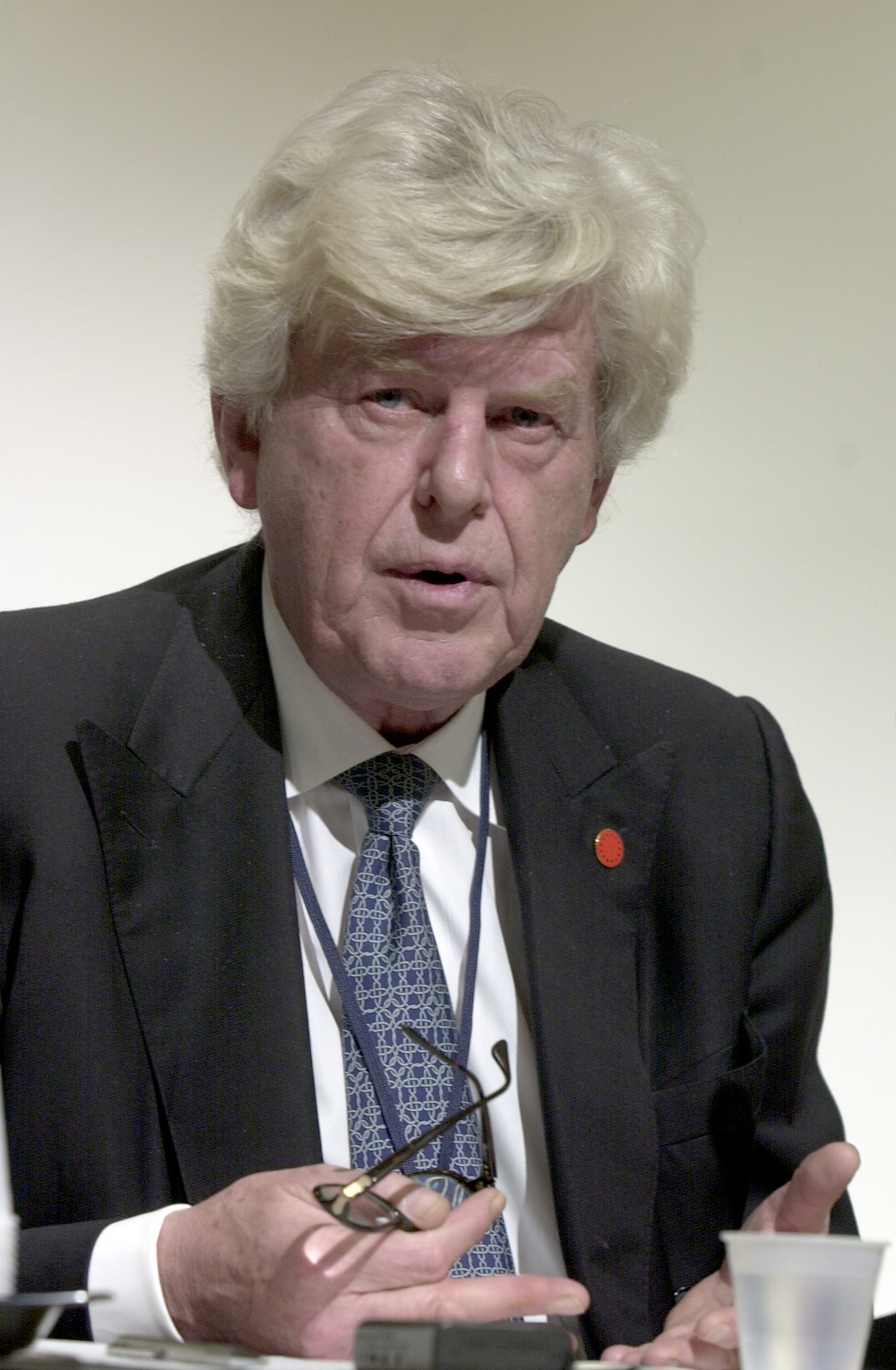
Вім Даусенберґ був першим президентом Європейського центрального банку

Другий етап Делора розпочався в 1994 році зі створення Європейського валютного інституту, наступника EMCF, під Маастрихтом. Він був створений як попередник Європейського центрального банку. Вона вперше зібралася 12 січня під керівництвом свого першого президента Александра Ламфалуссі. Після багатьох розбіжностей у грудні 1995 року за пропозицією тодішнього міністра фінансів Німеччини Тео Вайгеля для нової валюти було прийнято назву євро (замінивши назву ЕКЮ, що використовувалася для попередньої облікової валюти). Вони також узгодили дату 1 січня 1999 року для його запуску.
17 червня 1997 року Європейська Рада вирішила в Амстердамі прийняти Пакт про стабільність і зростання, призначений для забезпечення бюджетної дисципліни після створення євро, і новий механізм обмінного курсу (ERM II) був створений для забезпечення стабільності над євро та національні валюти країн, які ще не увійшли до єврозони. Потім, 3 травня 1998 року, на Європейській раді в Брюсселі було обрано 11 перших країн, які братимуть участь у третьому етапі з 1 січня 1999 року. Щоб взяти участь у новій валюті, країни-члени повинні були відповідати суворим критеріям, таким як дефіцит бюджету менше 3% ВВП, частка боргу менше 60% ВВП, низька інфляція та процентні ставки, близькі до середнього по ЄС. Греція не відповідала критеріям і не змогла приєднатися 1 січня 1999 року.
1 червня 1998 року Європейський центральний банк змінив Європейський валютний інститут. Однак він не отримав повних повноважень, доки євро не було створено 1 січня 1999 року. Першим президентом банку був Вім Даусенберґ, колишній голова EMI та Нідерландського центрального банку. Тоді були встановлені курси обміну між 11 національними валютами-учасниками та євро. Курси були визначені Радою Європейського Союзу на основі рекомендацій Європейської Комісії на основі ринкових курсів на 31 грудня 1998 року, щоб один ЕКЮ дорівнював одному євро. Ці курси були встановлені Регламентом Ради 2866/98 (ЄС) від 31 грудня 1998 року. Вони не могли бути встановлені раніше, оскільки ЕКЮ залежав від кінцевого курсу обміну валют, відмінних від євро (головним чином фунта стерлінгів), того дня. Через відмінності в національних угодах щодо округлення та значущих цифр усі перерахунки між національними валютами мали здійснюватися за допомогою процесу тріангуляції через євро.

## Створення

### Маастріхтський договір та критерії стабільності
Визначення цілей і шляхів створення Економічного і валютного союзу в Західній Європі було закріплено в тексті Маастрихтського договору про утворення Європейського союзу. Цей історичний договір був схвалений главами держав і урядів ЄС на сесії Європейської ради 10-11 грудня 1991 р. і підписаний 7 лютого 1992 р. у м. Маастріхт (Нідерланди) . Маастрихтський договір, який набув чинності 1 листопада 1993 р., передбачав на тільки створення Економічного і валютного союзу, а й формування союзу політичного. Фактично тільки після підписання цього договору країни ЄС перейшли до проведення загальної економічної і фінансової політики, кінцевою метою якої було оголошено введення єдиної валюти. Договір передбачав поетапний графік її введення і встановлював загальні правила у сфері державного бюджету, інфляції, процентних ставок для всіх членів майбутнього валютного союзу. Відповідальність за грошово-кредитну політику ЄС цей договір наклав на Європейську систему центральних банків.
Для того, щоб євро була введена в обіг, всі країни-члени валютного союзу повинні відповідати п'яти критеріям стабільності: — дефіцит держбюджету не може перевищувати 3 % від ВВП; державна заборгованість може складати не більше 60 % від валового внутрішнього продукту (ВВП); — держава повинна протягом двох років підтримувати курс національної валюти у заданому діапазоні; — рівень інфляції не повинен перевищувати показники трьох найбільш стабільних держав ЄС більш ніж на 1,5 %; — процентні ставки за банківськими кредитами можуть бути всього на 2% вище за показники трьох найбільш стабільних країн;
Всупереч початковим очікуванням реалізація Маастрихтського договору та плани формування валютного союзу відразу піддалися вельми серйозним випробуванням на міцність. По-перше, в 1992–1993 рр. Європейська валютна система зазнала важка криза, внаслідок чого національні валюти Іспанії, Португалії та Ірландії були значно девальвовані, а Велика Британія і Італія взагалі вийшли зі складу ЄВС. Для порятунку ЄВС в серпні 1993 р., було ухвалено рішення збільшити допустимі межі коливань курсів валют до плюс-мінус 15 %. Наслідки кризи вдалося подолати лише до кінця 90-х рр. (нині Європейська валютна система включає всі країни ЄС, крім Великої Британії та Швеції). По-друге, абсолютно несподівано для Брюсселя і національних урядів виникла проблема з ратифікацією самого Маастрихтського договору. У 1992–1994 рр. громадськість низки країн виступила проти створення Європейського союзу: Велика Британія категорично відмовилася брати участь у проекті ЕВС, в Данії після двох референдумів Маастрихтський договір не був ратифікований у частині валютного союзу, у Франції перевага прихильників договору виявилася мінімальною, Норвегія після референдуму взагалі відмовилася вступати в ЄС. Ускладнення процесу ратифікації Маастрихтського договору зумовило досягнення домовленості про нову повномасштабній зустрічі глав держав і урядів через п'ять років для перегляду та внесення змін в первинний текст договору.
Тим не менше, у січні 1994 р. відповідно до Маастрихтського договору у Франкфурт-на-Майні був створений Європейський валютний інститут.

### Підготовчі заходи (1995—1998)
В грудні 1995 р. на засіданні Європейської ради в Мадриді була прийнята програма запровадження євро, яка була розвинена і конкретизована на засіданні тієї ж ради в Дубліні в грудні 1996 року. Відповідно до досягнутих між країнами ЄС домовленостями, процес просування до валютного союзу ЄС розпався на три фази:
1. Підготовча — до 1 січня 1996 року, в ході якої країни-учасниці зняли взаємні обмеження на рух платежів і капіталів і почали стабілізацію своїх державних фінансів за критеріями, встановленими ЄС як «пропускні» для членства у валютному союзі.
2. Організаційна — до 31 грудня 1998 року, націлена на завершення остаточної стабілізації державних фінансів і на формування правової та інституційної бази валютного союзу.
3. Реалізаційна — до 1 січня 2003 року, реалізація плану введення євро в безготівковий, а потім і в готівковий оборот країн-учасниць угоди з повною заміною національних валют єдиною валютою.

З метою реалізації плану просування до ЄВС, Європейський валютний інститут у Франкфурті, функціонуючий з 1 січня 1994 року, в 1998 році був перетворений в Європейський центральний банк (ЄЦБ). Прийняті конкретні рішення щодо грошової і валютної політики: на сесії в Дубліні в грудні 1996 року вирішено, що євро отримує статус офіційної грошової одиниці країн-учасниць замість їх національних валют. Відповідно в євро перераховані всі приватні і державні активи і пасиви при збереженні для суб'єктів господарства платіжних умов раніше укладених контрактів. Перерахунок в євро сум в національних валютах здійснюється з точністю до шести знаків після коми. Паритет перерахунку ЕКЮ в євро встановлений в пропорції 1:1. Форсується підготовка до нової валюти в країнах-учасницях, особливо в адміністративних органах, банках та інших фінансових інститутах. Але все економічне життя продовжує існувати на основі національних валют.
Оскільки створення валютного союзу вимагало термінового вирішення проблеми реформування європейських інститутів та розширення ЄС, в березні 1996 р. в Турині було дано старт Міжурядової конференції з перегляду всієї «європейської конструкції», в тому числі Маастрихтського договору. Результати конференції (у вигляді «Пакту стабільності і зростання») вперше передбачали введення штрафних санкцій проти держав-членів у разі порушення ними нормативів державного бюджету. Відповідно до цього документа, якщо учасник ЄВС перевищує встановлений в Маастрихтському договорі ліміт дефіциту бюджету (3 % від ВВП), то Європейська рада протягом трьох місяців приймає рекомендації на адресу цієї країни. Протягом наступних чотирьох місяців ці рекомендації повинні бути реалізовані, в іншому випадку до країни-порушниці застосовуються санкції: безвідсотковий депозит у розмірі 0,2 % від ВВП плюс 1/10 різниці між реальним дефіцитом бюджету і встановленим лімітом. Через два роки, якщо положення не покращиться, депозит автоматично звертається в штраф.
У жовтні 1997 р. був підписаний Амстердамський договір, який став черговим етапом фактичного перетворення ЄС в загальноєвропейську організацію. Наприкінці 1997 р. Рада міністрів економіки та фінансів країн ЄС затвердила дату введення в готівковий обіг банкнот і монет євро (1 січня 2002 р.), а Європейська рада ухвалила рішення про створення нового важливого інституту валютного союзу — Ради міністрів економіки та фінансів країн ЕВС.
У березні 1998 р. Комісія ЄС представила доповідь про результати виконання країнами Європейського союзу критеріїв конвергенції Маастрихтського договору і на його основі рекомендувала до вступу у валютний союз одинадцять країн (всі країни ЄС, окрім Великої Британії, Данії, Швеції та Греції). У цілому рекомендовані країни в 1997 р. мали гарні економічні показники: середній рівень інфляції та довгострокові кредитні ставки досягли рекордно низького рівня — відповідно 1,6 і 5,9 %, дефіцит бюджету — 2,5 %, валюти дев'яти країн коливалися протягом попередніх двох років в межах плюс-мінус 2,25 %. Спостерігалося помітне зближення довгострокових рівнів прибутковості цінних паперів, що відображало не тільки помірність інфляційних очікувань у державах ЄС, але і прогрес в оздоровленні державних фінансів. Виняток становив державний борг — у середньому 75 % ВВП проти 60 % в Маастріхтському договорі. Однак Комісія ЄС порахувала можливим використовувати застереження, згідно з яким норматив може вважатися виконаним, якщо величина державного боргу по відношенню до ВВП стійко знижується.
На позачерговому саміті ЄС в Брюсселі 2 травня 1998 р. була проведена необоротна фіксація обмінних курсів валют країн —учасниць, затверджені керівники Європейського центрального банку та визначено учасники валютного союзу, до складу якого 1 січня 1999 р. увійшли одинадцять держав Європейського союзу: Німеччина, Франція, Бельгія, Нідерланди, Люксембург, Австрія, Ірландія, Італія, Іспанія, Португалія, Фінляндія. Крім зазначених країн, зона євро за згодою офіційних властей була поширена також на ряд автономних заморських департаментів (для Франції) — це острови Мартиніка і Гваделупа, Реюньйон, Сен-П'єр і Мікелон; до євро прив'язали валюти Коморських островів і Нової Каледонії, а також таких держав, як Монако, Андорра, Сан-Марино і Ватикан. З політичних мотивів утрималися від участі у валютному союзі з 1999 р. три країни ЄС — Велика Британія, Данія і Швеція . Що стосується Греції, ця країна не змогла виконати критерії конвергенції, але оголосила про своє прагнення увійти в ЕВС в січні 2001 р.
Незважаючи на те, що необоротна фіксація курсів валют по відношенню один до одного була проведена в травні 1998 р., паритети між ними були встановлені тільки 31 грудня 1998 р., оскільки необхідно було забезпечити збіг між першою котируванням курсу євро і останнім курсом ЕКЮ на фінансових ринках по завершенні року. До цього моменту три валюти, що залишалися поза зоною євро, але входили до кошика ЕКЮ (англійський фунт стерлінгів, данська крона і грецька драхма), могли впливати на курс ЕКЮ. Після розрахунку за спеціальною формулою було встановлено курс національних грошових одиниць до євро, який з цього моменту перетворився на самостійну валюту, Європейський економічний і валютний союз став доконаним фактом.

#### План введення євро у фінансові системи
План введення євро, що відповідає вимогам реалізму, здійсненності, гнучкості для бізнесу і населення в цілому, включає три послідовних етапи:
- Перший етап (1 січня 1999 р. — не пізніше 1 січня 2002 р.): перехід до євро банківського та фінансового секторів, випуск нових державних позик в євро, початок виробництва банкнот євро;

- Другий етап (не пізніше 1 січня 2002 р. — не пізніше 1 липня 2002 р.): остаточний перехід до євро в системі державного управління, введення в обіг банкнот і монет євро, причому протягом перших 6 місяців як валюти, рівноправної з національною;

- Третій етап (не пізніше 1 липня 2002 р.): євро стає єдиним законним засобом розрахунків на всій території країн-членів ЕВС.

Тривалість перехідного періоду в три роки зумовлена необхідністю підготувати громадськість, банківські системи та технічні засоби, підприємства роздрібної торгівлі та державного сектора. При цьому передбачалося, що при достроковому завершенні підготовчих заходів на початкових етапах і накопиченні критичної маси нової валюти наступні етапи можуть бути скорочені. Наприклад, період паралельного обігу готівкового євро з національними валютами ЕВС виявилося можливим скоротити з шести до двох місяців.

### Перехід на євро у безготівкових розрахунках (1999—2001)

Єврозона, 1999–2002

Валюта була введена в нефізичній формі (дорожні чеки, електронні перекази, банківські операції тощо) опівночі 1 січня 1999 року, коли національні валюти країн-учасниць (єврозони) припинили своє існування, оскільки їх обмінні курси були заблоковані за фіксованими ставками один до одного, що фактично зробило їх просто недесятковими євро. Таким чином євро став наступником європейської валютної одиниці (ЕКЮ). Банкноти та монети для старих валют, проте, продовжували використовуватися як законний платіжний засіб, доки нові банкноти та монети не були введені в обіг 1 січня 2002 року (були розповсюджені в невеликих кількостях у попередньому грудні). Починаючи з 1 січня 1999 року, усі облігації та інші форми державного боргу країн єврозони були номіновані в євро. Вартість євро, яка починалася з 1,1686 долара США 31 грудня 1998 року, зросла в перший день торгів, у понеділок, 4 січня 1999, наприкінці 1,18 долара США. Очікувалося, що торгівля німецькою маркою триватиме паралельно, але вона зникла, щойно ринки відкрилися. Однак до кінця 1999 року євро впав до паритету з доларом, що призвело до екстрених дій з боку G7 для підтримки євро в 2001 році. Пізніше в 2000 році Данія провела референдум про те, чи відмовитися від права на неучасть щодо євро. Референдум призвів до рішення зберегти крону, а також відмінив плани щодо проведення референдуму у Сполученому Королівстві. Процедура, використана для фіксації безвідкличного курсу конвертації 340,750 між грецькою драхмою та євро, була іншою, оскільки євро на той час було вже два роки. У той час як курси обміну для початкових одинадцяти валют були визначені всього за кілька годин до того, як євро було введено як віртуальну валюту, курс обміну для грецької драхми був зафіксований за кілька місяців до цього в Регламенті Ради 1478/2000 (ЄС) від 19 червня 2000 року.
Деякі європейські транснаціональні корпорації, наприклад «Сіменс» і Філіпс», вже почали вести бухгалтерський облік в євро з 1999 р. Будь-який рух в цьому напрямку великих компаній могло змусити більш дрібні підприємства наслідувати їхній приклад і навіть, якщо підприємства не будуть використовувати євро для ведення внутрішнього бухгалтерського обліку, могла виникнути тенденція котирування цін у євро для здійснення торгівлі з 1999р. Для великих компаній, які завжди працювали з кількома валютами, перехідний період не створив особливих проблем з паралельним обліком, для малого та середнього бізнесу, який звик працювати з однією валютою, це виявиться важче. Однак у перехідний період жодна компанія не могла повністю перейти на євро, оскільки державний сектор і споживачі ще будуть користуватися національною валютою.
З 1 січня 1999 року по 31 грудня 2001 р.реалізовувався принцип свободи вибору для учасників угод (національна валюта або євро). При цьому по відношенню до учасників було неприпустимо примус або заборона з боку держав — членів нової валютної системи. Це означало, що в нових контрактах і у всіх пов'язаних з ними документах може використовуватися (за домовленістю сторін) будь-яка деномінація.
Протягом перехідного періоду банкам було рекомендовано на добровільній основі звільняти від комісійних перерахунків національних валют ЕВС в євро і навпаки при вихідних платежах і при перерахунку в євро залишків національних валют на рахунках протягом перехідного періоду, а також обмін національних банкнот на євро для своїх клієнтів у початку 2002р. в сумах, що не перевищують їх побутові потреби.

### Введення євро у готівковий оборот (2001—2003)
Наступним, заключним етапом третьої фази переходу до валютного союзу ЄС, став повний перехід на євро. Після 31 грудня 2001 р. всі рахунки, які до тих пір виражалися в національних валютах країн, сталі в обов'язковому порядку конвертуватися за офіційними курсами в євро.
З 1 січня 2002 року протягом терміну, який кожна країна визначила самостійно, в обіг були введені банкноти семи номіналів — 5, 10, 30, 50, 100, 200 і 500 євро, і монети восьми номіналів — 1 і 2 євро, а також 1, 2, 5, 10, 20 і 50 євроцентів, які заміщають колишні банкноти і монети в національних грошових одиницях. Протягом певного півроку старі національні банкноти і монети ще могли звертатися нарівні з євро. Проте після 1 червня 2002 року євро стає єдиним законним платіжним засобом в країнах Єврозони.
Таким чином, на 1 січня 2003 року відбувається перехід на євро у всіх країнах — учасницях ЄВС був завершений, євро став єдиним законним платіжним засобом у країнах Єврозони.

### Карбування
Дизайни нових монет і банкнот були оголошені між 1996 і 1998 роками, а виробництво почалося на різних монетних дворах і друкарнях 11 травня 1998 року. Завдання було великим і потребувало повних трьох з половиною років. Загалом 7,4 мільярда банкнот і 38,2 мільярда монет будуть доступні для випуску споживачам і підприємствам 1 січня 2002 року. У семи країнах нові монети, викарбувані до 1 січня 2002 року, матимуть дату 2002 року. У Бельгії, Фінляндії, Франції, Нідерландах та Іспанії нові монети міститимуть дату карбування, тож ці п’ять країн будуть єдиними, хто карбуватиме монети євро з 1999, 2000 та 2001 роками. Невелика кількість монет із Монако , Ватикан і Сан-Марино також постраждали. Вони одразу стали популярними предметами колекціонування, приносячи кошти, значно перевищуючі номінальну вартість. Нові випуски продовжують робити це донині.

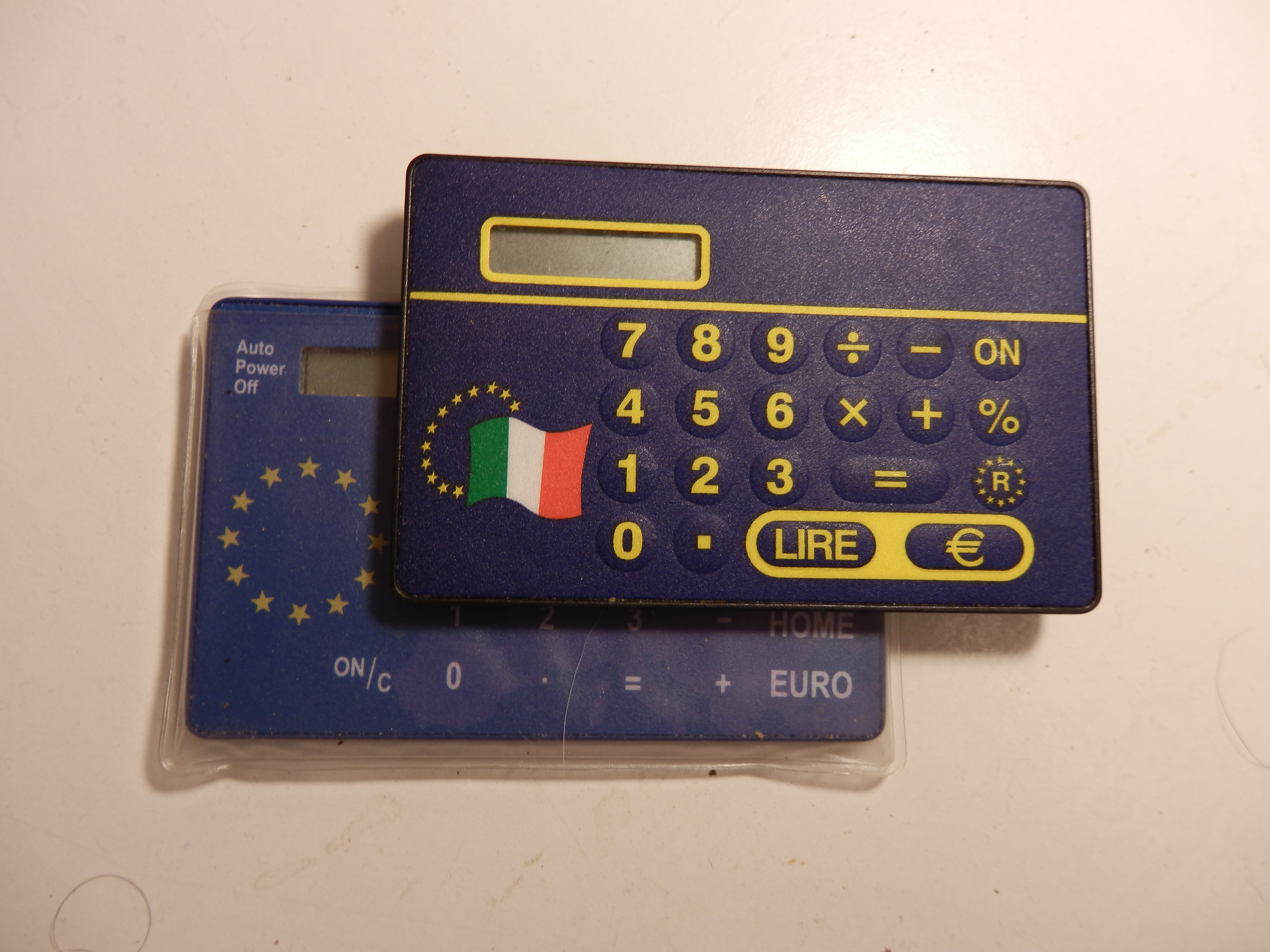
Кишенькові єврокалькулятори продавалися або пропонувалися в багатьох країнах.

Водночас паралельним завданням було поінформувати європейську громадськість про нові монети. Було випущено плакати, на яких зображено дизайни, які використовувалися на різних речах, починаючи від гральних карт і закінчуючи футболками. Як останній крок, 15 грудня 2001 року банки почали обмінювати «стартові набори євро», пластикові пакети з вибором нових монет у кожній країні (як правило, вартістю від 10 до 20 євро, хоча у Фінляндії містилася по одній монеті, на загальну суму 3,88 євро). Їх не можна буде використовувати в торгівлі до 1 січня, коли нотатки також будуть доступні. У деяких країнах також були доступні більші стартові набори, що містили рулон кожного номіналу.
Неабияке завдання також було перед роздрібними торговцями та державними установами. Для товарів, які продаються громадськості, зазвичай використовувалося подвійне ціноутворення. Поштові марки для урядів (а також марки, випущені Поштовою адміністрацією Організації Об’єднаних Націй для відділень ООН у Відні) часто мали номінал як у традиційній валюті, так і в євро, забезпечуючи продовження корисності після 2001 року. Банки виконали величезне завдання, не лише під час підготовки для обміну банкнот і монет, а також у бек-офісі. Починаючи з 1999 року, технічно всі депозити та позики були в євро, але депозити та зняття коштів продовжувалися в старій валюті. Звіти міститимуть залишки в обох валютах не пізніше 1 липня 2001 року та раніше, якщо цього вимагатимуть потреби клієнта.
Починаючи з 1 грудня 2001 року, монети та купюри почали розповсюджувати із захищених сховищ спочатку великим роздрібним торговцям, а потім меншим. Багато хто очікував, що 1 січня та після нього виникнуть значні проблеми. Такого переходу в дванадцяти густонаселених країнах ніколи раніше не робили.

### Перехід валюти

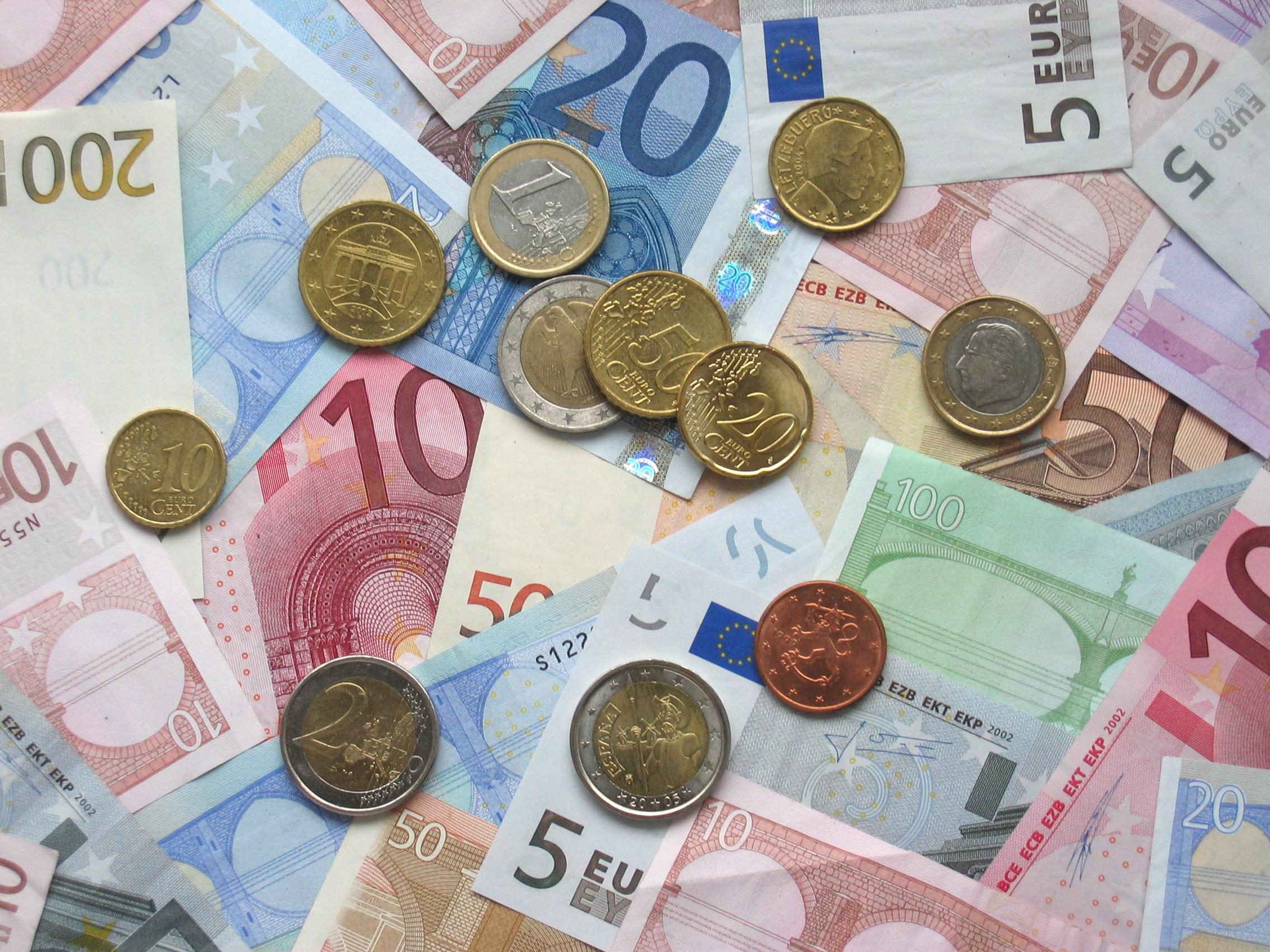
Банкноти та монети євро різних номіналів.

Нові монети та банкноти вперше були дійсні на французькому острові Реюньйон в Індійському океані. Там відбулася перша офіційна покупка за один кілограм лічі монетами та купюрами євро. Однак настання півночі у Франкфурті в офісах ЄЦБ символізувало перехід.
У Фінляндії Центробанк відкрився на годину опівночі, щоб дозволити громадянам обмінювати валюту, тоді як площа Синтагма в Атенах прикрашала величезна європіраміда. Інші країни також відзначили прихід євро — паризький Пон Неф був прикрашений у кольори ЄС, а в північнонімецькому місті Гіфгорн відбулися похмурі, символічні похорони німецької марки.
За винятком Німеччини, план запровадження нової валюти був практично таким же. Банки приймуть обмін старих валют, почнуть видавати євро в банкоматах, і лише євро будуть доступні під час зняття коштів, починаючи з 1 січня. Торговці приймуть стару валюту, але видадуть здачу лише в євро. У Німеччині з 1 січня німецька марка перестане бути законним платіжним засобом, її потрібно буде обмінювати в банках.
Незважаючи на величезну кількість доступних євро, можна було побоюватися хаосу. У Франції ці побоювання були посилені загрозою страйку поштових працівників. Однак страйк було залагоджено. Так само працівники французького банку BNP Paribas погрожували зірвати введення євровалюти страйком. Це також було вирішено.
На практиці розгортання пройшло гладко, без проблем. Станом на 2 січня всі банкомати в 7 країнах і принаймні 90 відсотків у 4 інших видавали євро, а не стару валюту, причому Італія стала найбільшим порушником, де лише 85% банкоматів видають євро. Неочікувана тенденція споживачів витрачати свою стару валюту, а не обмінювати її в банках, призвела до тимчасової нестачі дрібної монети в євро, коли деякі споживачі отримували здачу в традиційній валюті.
Деякі підприємства таки скористалися обміном валют, щоб підняти ціни. Згідно з дослідженням Німецького Бундесбанку, ціни зросли, але споживачі відмовилися купувати стільки. Кав'ярню в Італії, яка скористалася переходом для підвищення цін на каву на третину, зобов'язали виплатити компенсацію клієнтам.

### Наслідки
Країнам було дозволено тримати стару валюту в обігу як законний платіжний засіб протягом двох місяців, до 28 лютого 2002 року. Офіційна дата, коли національні валюти перестали бути законним платіжним засобом, відрізнялася від країни-члена до країни-члена. Найдавніша дата була в Німеччині; німецька марка офіційно перестала бути законним платіжним засобом після 31 грудня 2001 року. Однак більшість держав-членів дозволили своїй старій валюті залишатися в обігу протягом повних двох місяців. Застарілу валюту можна було обміняти в комерційних банках у країні валюти протягом подальшого періоду, як правило, до 30 червня 2002 року.
Однак, навіть після офіційних дат, вони продовжували прийматися для обміну національними центральними банками протягом різних періодів — і на невизначений термін в Австрії, Німеччині, Ірландії та Іспанії. Монети цих чотирьох країн, Італії та Фінляндії, залишаються обмінними. Найпершими монетами, які стали неконвертованими, були португальські ескудо, які перестали мати грошову вартість після 31 грудня 2002 року, хоча банкноти залишаються обмінними до 2022 року. Усі банкноти, що діють на 1 січня 2002 року, залишатимуться дійсними принаймні до 2012 року.
У Німеччині Deutsche Telekom у 2005 році модифікував 50 000 таксофонів для прийому монет німецької марки, принаймні на тимчасовій основі. Абонентам було дозволено використовувати монети DM, принаймні спочатку, з німецькою маркою, прив’язаною до одного євро, що майже вдвічі перевищує звичайний курс.
У Франції станом на 2007 рік квитанції все ще вказували вартість продуктів у старій валюті (франки) разом із вартістю в євро.[джерело?] В інших країнах єврозони це вже давно вважалося непотрібним. Станом на 2008 рік деякі торговці з малих міст у Франції все ще приймали банкноти у франках.

### Ранній ріст

Використання євро в світі

Після падіння до міжденного мінімуму в 0,8296 долара США 26 жовтня 2001 року та короткого падіння до 0,8115 долара 15 січня 2002 року євро незабаром оговтався від раннього падіння. Його вартість востаннє закрилася нижче 1,00 долара 6 листопада 2002 року (0,9971 долара), після чого швидко зросла. Він досяг свого піку в 1,35 долара в 2004 році та досяг найвищого значення відносно долара США в 1,5916 долара 14 липня 2008 року. Оскільки його вартість зросла по відношенню до фунта стерлінгів наприкінці 2000-х років, досягнувши максимуму в 97,73 пенса 31 грудня 2008 року, його міжнародне використання зросло швидко. Значення євро неухильно зростало, його частка у валютних резервах зросла з майже 18% у 1999 році до 25% у 2003 році, тоді як частка долара зменшилася на еквівалентну величину. Алан Грінспен у 2007 році сказав, що єврозона отримала прибуток від зростання євро, і стверджував, що цілком можливо, що в майбутньому він зможе торгувати рівноцінно або стати важливішим за долар США.

## Заміна валюти
Європейського центральний офіс банку у Франкфурті зустрів 2002 рік з величезним освітленим макетом монети євро в передній частині будівлі. Прихід півночі у Франкфурті в офісах ЄЦБ символізувало перехід, хоча у цей час нові монети і банкноти були дійсні протягом однієї години в Греції та Фінляндії; протягом трьох годин на французькому острові Реюньйон в Індійському океані. Саме там відбулася перша покупка службовою особою з використанням євровалюти, на один кілограм лічі.
У Фінляндії Центральний банк відкрився на годину опівночі, щоб громадяни могли здійснити обмін валюти, величезна піраміда євро прикрасила площу Синтагма в Афінах. В цілому більшість країн святкувала появу євро, хоча в північному німецькому місті Gifhorn відбулися символічні похорони Німецької марки.
Незважаючи на величезну кількість доступних євро, що мали забезпечити гладкий перехід, деінде побоювалися хаосу. У Франції, наприклад, ці страхи посилювалися загрозою страйків поштових працівників та робітників банків. На практиці впровадження було гладким, з кількома проблемами. До 2 січня, всі банкомати в 7 країнах і принаймні 90 відсотків в 4 інших видавали євро.
Обмінний період, протягом якого монети та банкноти колишніх валют були обміняні на євро, тривав близько двох місяців до  28 лютого 2002 р. Офіційна дата, коли національні валюти перестали бути легальними грошовими одиницями для розрахунку в своїх країнах, була різною для кожної держави. Першою на євро повністю перейшла Німеччина; марка була офіційним платіжним засобом до 31 грудня 2002. Кінцевою датою було 28 лютого 2002 р., коли всі національні валюти перестали бути платіжними засобами на території своїх країн. Однак, навіть після офіційної дати повного переходу на євро, національні валюти продовжують приймати центральні банки протягом кількох років, а деякі країни такі як Австрія, Німеччина, Ірландія та Іспанія встановили можливість обміну без часових обмежень. Наприклад, обмін португальських монет був припинений 31 грудня 2002 року, а обмін паперових ескудо тривав ще до 2022 р.
Деякі підприємства використовували перехід до нової валюти, щоб підняти ціни, однак отримали лише втрати. Споживачі взагалі відмовлялися користуватися послугами (Греція: buy-nothing days — дні без покупок), або ж користувалися послугами правосуддя для компенсації втрат (Італія: суд змусив кафе поблизу Рима компенсувати клієнту втрати).
В багатьох країнах змінився формат гаманців. Причина в тому, що банкноти євро більші за форматом ніж, наприклад, італійські або фінські. В Італії, крім того, з'явились гаманці з відділом для монет, тому що італійські монети просто не було сенсу зберігати у гаманцях, настільки вони були знецінені.

## Епоха рецесії

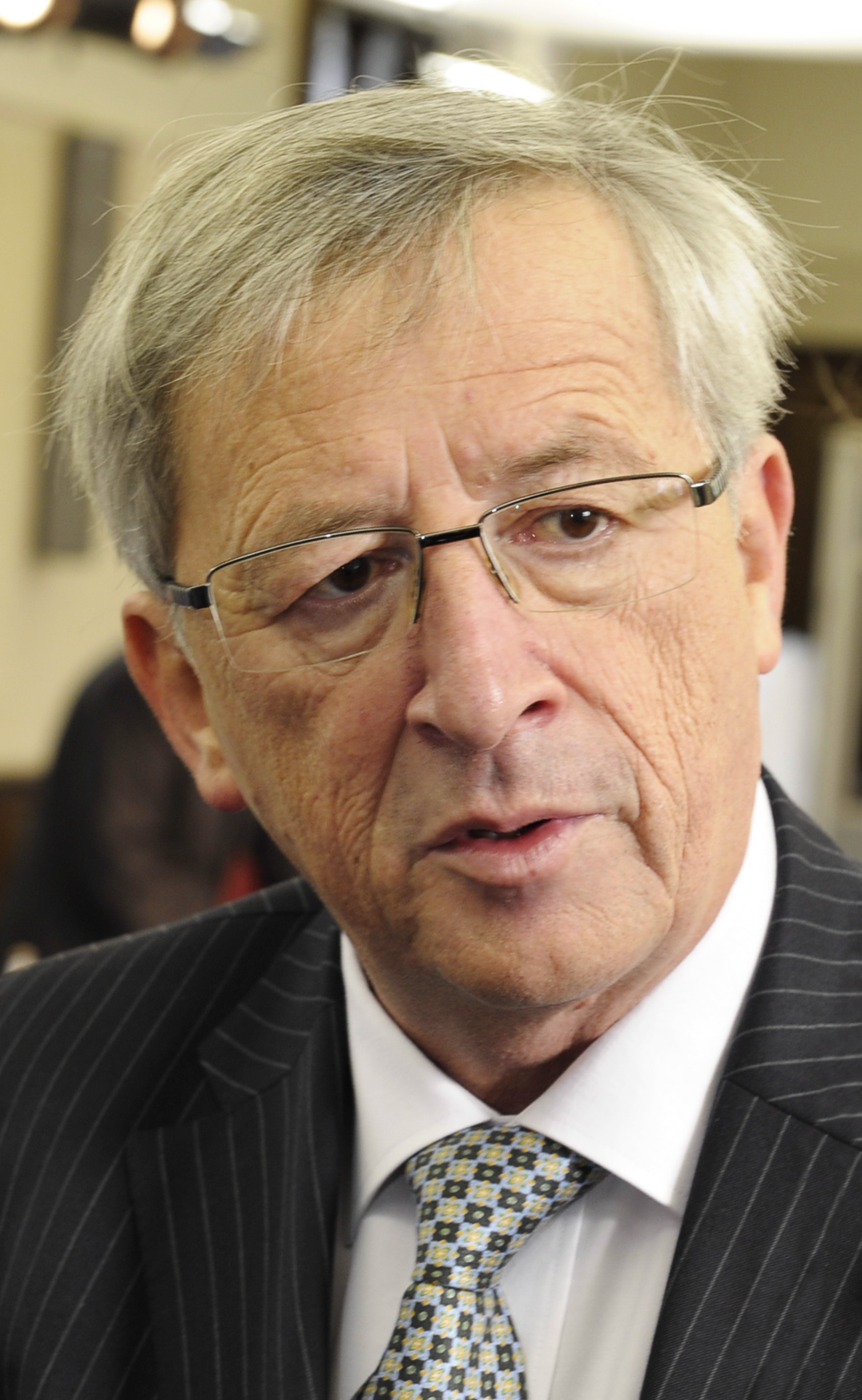
Лісабонська угода офіційно закріпила посаду президента Єврогрупи Жана-Клода Юнкера

У результаті глобальної фінансової кризи, що почалася в 2007/2008 роках, єврозона увійшла в свою першу офіційну рецесію в третьому кварталі 2008 року, офіційні дані підтверджені в січні 2009 року. У другому, третьому та четвертому кварталах 2008 року та в першому кварталі 2009 року ЄС мав від’ємне зростання, а потім повернувся до позитивного зростання (для єврозони в цілому). Незважаючи на рецесію, Естонія приєдналася до єврозони, а Ісландія подала заявку на вступ до ЄС, вважаючи це на той час безпечною гаванню.

### Лісабонський договір
У 2009 році Лісабонська угода формалізувала Єврогрупу, зустріч міністрів фінансів єврозони з офіційним президентом. Жан-Клод Юнкер обіймав посаду президента до і після офіційного оформлення і був прихильником зміцнення групи, економічного співробітництва та спільного представництва. Прагнення до зміцнення економічної співпраці зросло через рецесію та потенційну невдачу деяких слабших членів єврозони. Однак Німеччина виступала проти попередніх кроків щодо зміцнення Єврогрупи, таких як спроби президента Франції Ніколя Саркозі провести саміти Єврогрупи, через побоювання підірвати незалежність ЄЦБ. Жан-Клод Тріше, який змінив Дуйзенберга на посаді президента ЄЦБ у 2003 році, відбивав численні нападки Саркозі на початку рецесії. Перед офіційним оформленням Єврогрупи лідери єврозони провели надзвичайний саміт у відповідь на фінансову кризу 11 жовтня 2008 року в Парижі. Замість зустрічі Єврогрупи як міністрів фінансів вони зустрілися як глави держав або урядів (подібно до Європейської ради), щоб визначити спільний план дій для єврозони та Європейського центрального банку щодо стабілізації європейської економіки. Ці такі зустрічі будуть місцем, де буде узгоджено багато реформ управління євро.

### Спроби протидії
Лідери виробили план протидії фінансовій кризі, який передбачатиме нові ініціативи на сотні мільярдів євро, щоб запобігти передбачуваному краху. Вони погодили план порятунку банків: уряди будуть купувати банки, щоб збільшити їхні фінанси та гарантувати міжбанківське кредитування. Координація проти кризи вважається життєво важливою, щоб запобігти завданню шкоди дії однієї країни іншій і посиленню проблем платоспроможності банків і нестачі кредитів.[джерело?]
Незважаючи на початкові побоювання спекулянтів на початку 2009 року, що стрес від такої великої рецесії може призвести до розпаду єврозони, позиція євро фактично зміцнилася протягом року. Далеко від того, що економіки з гіршою ефективністю віддаляються та стають ризиком дефолту, спреди прибутковості облігацій між Німеччиною та найслабшими економіками зменшилися, послаблюючи навантаження на економіку цих країн. Велику заслугу в повороті долі приписують ЄЦБ, який в червні влив 500 мільярдів євро в банки. Дійсно, євро почали розглядати як тверду валюту, оскільки країни за його межами, такі як Ісландія, почуваються гірше, ніж ті, у яких є євро. Згодом Ісландія звернулася до ЄС із проханням отримати перевагу від використання більшої валюти за підтримки ЄЦБ.

### Кошти порятунку
Однак через ризик дефолту в Греції та інших членах наприкінці 2009–2010 рр. лідери єврозони погодилися з положеннями про виручку держав-членів, які не змогли залучити кошти (запущено для Греції у квітні 2010 р.). Це був поворот до договорів ЄС, які виключають будь-яку допомогу членам євро, щоб заохотити членів краще управляти своїми фінансами. Проте, оскільки Греція намагається відновити свої фінанси, інші країни-члени також знаходяться під загрозою та наслідками, які це матиме для решти економіки єврозони; було узгоджено та розроблено механізм тимчасової допомоги у вигляді механізму спеціального призначення (SPV) під назвою «Європейський фонд фінансової стабільності» (доповнений Європейським механізмом фінансової стабілізації та фондами Міжнародного валютного фонду), спрямований на збереження фінансової стабільності в Європі шляхом надання фінансової допомоги державам єврозони, які перебувають у скрутному становищі. Криза також сприяла консенсусу щодо подальшої економічної інтеграції та ряду пропозицій, таких як «Європейський валютний фонд» або федеральне казначейство.
Однак у червні 2010 року нарешті було досягнуто широкої згоди щодо суперечливої пропозиції для держав-членів проводити експертну оцінку бюджетів одна одної до їх представлення національним парламентам. Незважаючи на те, що Німеччина, Швеція та Велика Британія виступали проти того, щоб показувати один одному весь бюджет, кожен уряд представляв своїм колегам і Комісії свої оцінки рівня зростання, інфляції, доходів і витрат за шість місяців до того, як вони подадуться до національних парламентів. Якщо країна матиме дефіцит, їй доведеться виправдовувати це перед рештою ЄС, тоді як країни з боргом понад 60% ВВП зіткнуться з більшою ретельністю. Плани стосуватимуться всіх членів ЄС, а не лише єврозони, і повинні бути схвалені лідерами ЄС разом із пропозиціями щодо санкцій проти держав, перш ніж вони досягнуть ліміту в 3%, передбаченого Пактом стабільності та зростання. Польща розкритикувала ідею припинення регіонального фінансування для тих, хто порушує ліміти дефіциту, оскільки це вплине лише на бідніші держави. У червні 2010 року Франція погодилася підтримати план Німеччини щодо призупинення права голосу членів, які порушують правила.
Наприкінці 2010 – на початку 2011 року було домовлено замінити Європейський фонд фінансової стабільності та Європейський механізм фінансової стабільності більшим і постійним Європейським механізмом стабільності (ESM). ESM вимагав поправки до договору, щоб дозволити його, і окремого договору для його заснування, але, якщо він буде успішно ратифікований, він буде створений вчасно, коли термін дії старих об’єктів закінчиться в 2013 році. Тим часом, щоб підтримати Італію та уникнути необхідності просити пізніше, ЄЦБ почав купувати італійські облігації, як це було з Грецією.

### Фіскальні угоди
У березні 2011 року було розпочато нову реформу Пакту стабільності та зростання, спрямовану на покращення правил шляхом прийняття автоматичної процедури накладення штрафів у разі порушення правил дефіциту чи боргу. Пакт «Євро плюс» визначає широкий спектр реформ, які мають відбутися в єврозоні, щоб гарантувати, що уряди Франції та Німеччини також погодилися наполягати на створенні «справжнього економічного уряду», який включатиме двічі на рік саміти лідерів єврозони та податок на фінансові операції.Європейський фіскальний пакт – це пропозиція договору про фіскальну інтеграцію, описана в рішенні Європейської ради від 9 грудня 2011 року. Учасниками є країни єврозони та всі інші члени ЄС крім Чехії. Договір набув чинності 1 січня 2013 року для 16 держав, які завершили ратифікацію до цієї дати, і 1 квітня 2014 року набув чинності для всіх 25 підписантів.

### Розширення

Економічний і валютний союз ЄС, 2011 рік. Синім кольором позначено країни Єврозони

Незважаючи на припущення про те, що криза в Греції може поширитися і євро може зазнати краху, деякі нові країни ЄС після розширення 2004 року приєдналися до валюти під час рецесії. Словенія, Мальта та Кіпр приєдналися протягом перших двох років рецесії, за якими у 2009 році пішла Словаччина. Три балтійські країни Естонія, Латвія та Литва приєдналися у 2011, 2014 та 2015 роках відповідно. Хорватія вступила до єврозони в 2023 році.

#### Словенія
Словенія була першою країною, яка приєдналася до єврозони після запуску монет і банкнот. Участь у ERM II почалася 28 червня 2004 року, а 11 липня 2006 року Рада ЄС ухвалила рішення, яке дозволяє Словенії приєднатися до зони євро з 1 січня 2007 року. 1 січня 2007 року євро замінив словенський толар. 11 липня 2006 року обмінний курс між євро та толаром був встановлений на рівні 239,640 SIT, але на відміну від попередніх запусків, готівкові та безготівкові операції були запроваджені одночасно.

#### Кіпр
1 січня 2008 року Кіпр замінив кіпрський фунт на євро. Офіційний лист про приєднання до єврозони було подано 13 лютого 2007 року. 16 травня 2007 року Європейська комісія за підтримки Європейського центрального банку дала добро на впровадження в січні 2008 року.
Кампанія з інформування громадян Кіпру про євро офіційно розпочалася в кіпрських ЗМІ 9 березня 2007 року. 15 березня 2007 року Палата представників Кіпру прийняла необхідні закони для введення євро 1 січня 2008 року. Європейський комісар з питань Економічні та фінансові питання Хоакін Альмунія 16 травня 2007 року рекомендував Кіпру прийняти євро за графіком, і Європейський парламент погодився 21 червня 2007 року; дату підтвердили лідери ЄС. Остаточне рішення було прийнято міністрами фінансів ЄС (Ecofin) 10 липня 2007 року, і курс конвертації був зафіксований на рівні 0,585274 CYP. 23 жовтня 2007 року дизайни монет були офіційно опубліковані в Офіційному віснику Європейського Союзу.
1 січня 2008 року євро замінив кіпрський фунт як офіційну валюту. Євро використовується лише в контрольованих урядом районах Республіки, суверенних базах Акротирі і Декелія (під юрисдикцією Сполученого Королівства, за межами ЄС) і в буферній зоні ООН на Кіпрі. Де-факто Турецька Республіка Північного Кіпру продовжує використовувати нову турецьку ліру як свою основну валюту та євро як свою вторинну валюту.

#### Мальта
1 січня 2008 року Мальта замінила мальтійську ліру на євро. Цілі були офіційно підтверджені 26 лютого 2007 року. 16 травня 2007 року Комісар ЄС з економічних і фінансових питань Хоакін Альмунія рекомендував Мальті запровадити євро, як це було заплановано, рішення пізніше було підтверджено Радою міністрів фінансів 10 липня 2007 року. Того ж дня подвійне відображення став обов’язковим, і перші мальтійські монети євро були відкарбовані в Монне де Парі. Перші монети мальтійського євро були доступні для громадськості 1 грудня 2007 року, коли малим підприємствам стали доступні стартові бізнес-пакети вартістю 131 євро кожен, щоб поповнити свої каси достатньою кількістю монет євро до дня євро (Jum €). . Міні-набори вартістю 11,65 євро кожен були доступні для широкого загалу 10 грудня 2007 року. Мальтійські монети, які діяли на момент переходу на євро, можна було обміняти до 1 лютого 2010 року.
Громадяни Мальти могли отримати інформацію про євро безпосередньо у своєму місті чи селі в період з грудня 2007 року по січень 2008 року. З євроцентрів (Ċentru l-ewro), які відкрилися протягом дня. Люди, які пройшли спеціальну підготовку з питань, пов’язаних з переходом на євро, були доступні для надання консультацій у євроцентрах разом із інформаційними матеріалами.
У грудні 2007 року в рамках святкування переходу на євро вулиці Валлетти були вкриті килимами із зображенням монет євро. Святкування досягли кульмінації напередодні Нового року з феєрверком біля району Гранд-Харбор, кілька інших заходів довелося перенести в приміщення через штормову погоду, яка вразила острів тієї ночі.

#### Словаччина

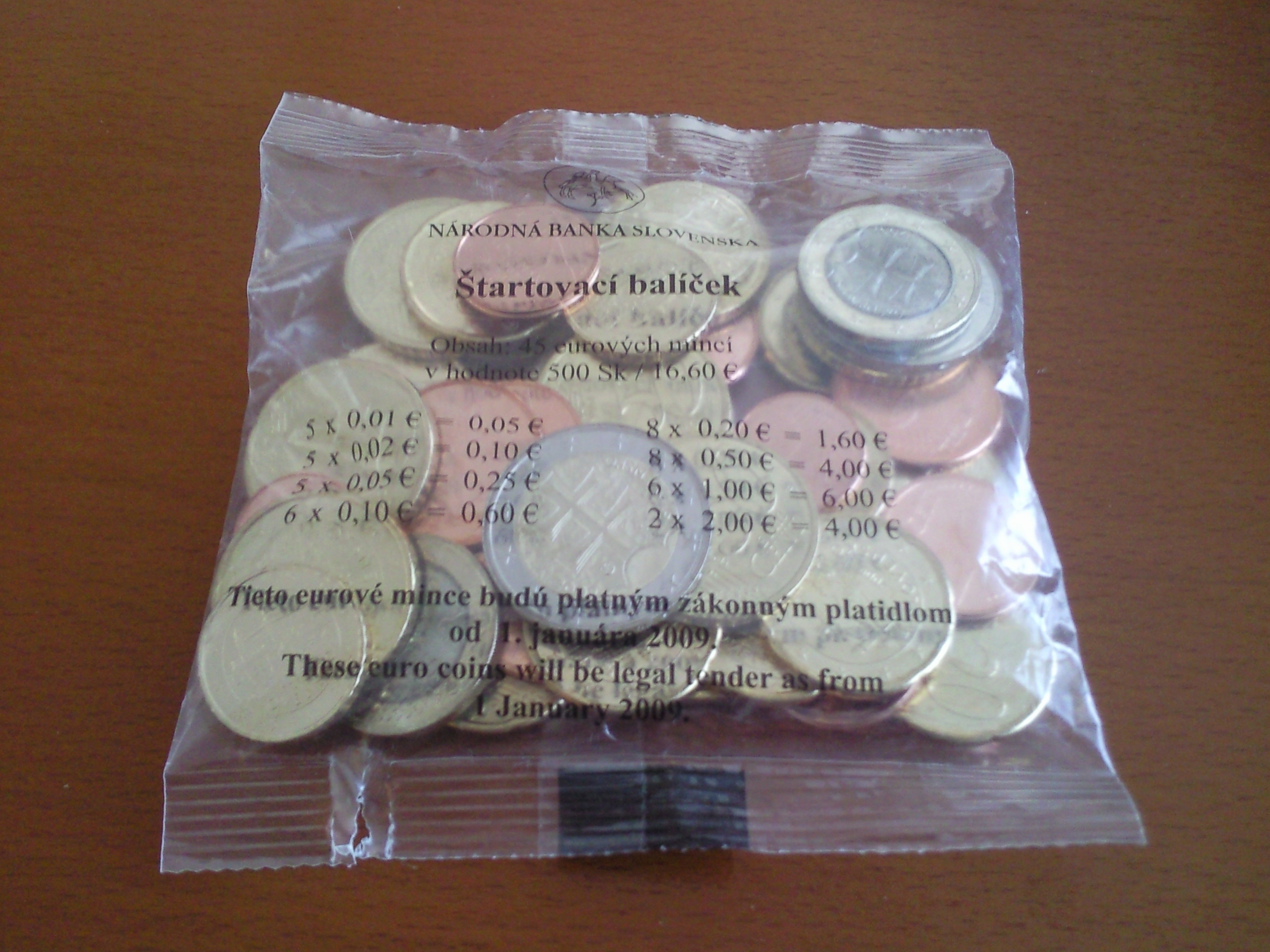
Початковий набір монет словацького євро

Словаччина прийняла євро 1 січня 2009 року. Крона була частиною ERM II з 28 листопада 2005 року, вимагаючи, щоб вона торгувалась у межах 15% узгодженого центрального курсу; цей курс було змінено 17 березня 2007 року та знову 28 травня 2008 року. Курс 30,126 словацьких крон із травня 2008 року був остаточно підтверджений 8 липня 2008 року.
Щоб допомогти процесу конвертації в євро, 1 квітня 2008 року Національний банк Словаччини оголосив про свій план вилучення банкнот і монет словацької крони. Через кілька днів, 5 квітня 2008 року, Словаччина офіційно подала заявку на вступ до єврозони. 7 травня 2008 року Європейська комісія схвалила заявку та попросила країни-члени підтримати заявку під час зустрічі міністрів фінансів ЄС у липні 2008 року.
Словаччина виконала критерії євроконвергенції. Інфляція в Словаччині за дванадцять місяців склала 2,2%, що було значно нижче порогового значення в 3,2%. Проте за березень 2008 року річна інфляція склала 3,6%. Дефіцит бюджету становив 2,2% проти базового значення 3,0%. Нарешті, у 2007 році частка державного боргу становила 29,4% ВВП, що значно нижче максимального співвідношення 60,0%. Громадська думка підтримала перехід: 58% за і 35% проти, але 65% стурбовані інфляційними наслідками прийняття. Через три місяці після введення валюти 83 відсотки словаків вважали правильним рішення Словаччини прийняти євро.
Реклама переходу з крони на євро 1 січня 2009 року включала «євромобіль», у якому професійний актор їздив по сільській місцевості, влаштовуючи імпровізовані вікторини про євро. Переможці отримали футболки в євро, калькулятори для конвертації євро та шоколадні монети в євро. Стартові набори євро, доступні за 500 крон, були популярним різдвяним подарунком у 2008 році. Однак монети в них не були дійсними як законний платіжний засіб у єврозоні до 1 січня 2009 року, а крони обмінювалися до 17 січня 2009 року, хоча їх можна було обміняти в центральному центрі. банку в Братиславі до дати, яка буде визначена. Кожен, хто використовував словацькі євромонети до 1 січня, міг бути оштрафований. Підприємства, які використовували перехід для підвищення цін, також були піддані штрафам.

#### Балтійські країни
У 2010 році Естонія отримала підтримку Європейської комісії, Європейського центрального банку та Європейського парламенту для вступу 1 січня 2011 року, причому Естонія прийняла валюту цього дня. У 2013 році Латвія отримала підтримку Європейської комісії, Європейського центрального банку та Європейського парламенту для вступу 1 січня 2014 року, причому Латвія прийняла валюту цього дня. 23 липня 2014 року Литва стала останньою балтійською країною, яка отримала дозвіл приєднатися до євро, прийнятого 1 січня 2015 року.

#### Хорватія
У травні 2022 року Сабор схвалив закон про запровадження євро як офіційної валюти в Республіці Хорватія. Цей закон є основним актом, який визначає, що євро є офіційною валютою та законним платіжним засобом у Республіці Хорватія. Крім того, в ньому зазначено, як відбуватиметься перехід, основні зобов’язання фінансових установ, захист прав споживачів і адаптація роздрібної торгівлі до нової валюти. Закон набуває чинності першого дня після публікації в Офіційному вісник Європейського Союзу рішення Ради про перехід Хорватії на євро. 12 липня 2022 року Рада ЄС прийняла останні три правові акти, які були необхідні Хорватії для прийняття євро як законного платіжного засобу. Хорватія стала 20-м членом єврозони з 1 січня 2023 року.

## Громадська підтримка
| Держава-член або кандидат | Приєднався до єврозони | 55 – April 2001 | 56 – October 2001 | 57 – March 2002 | 58 – October 2002 | 59 – March 2003 | 60 – October 2003 | 61 – February 2004 | 62 – October 2004 | 63 – May 2005 | 64 – October 2005 | 65 – March 2006 | 66 – September 2006 | 67 – April 2007 | 68 – September 2007 | 69 – March 2008 | 70 – October 2008 | 71 – June 2009 | 72 – October 2009 | 73 – May 2010 | 74 – November 2010 | 75 – May 2011 | 76 – November 2011 | 77 – May 2012 | 78 – November 2012 | 79 – May 2013 | 80 – November 2013 | 81 – May 2014 | 82 – November 2014 | 83 – May 2015 | 84 – November 2015 | 85 – May 2016 | 86 – November 2016 | 87 – May 2017 | 88 – November 2017 | 89 – March 2018 | 90 – November 2018 | 91 – August 2021 |
| ------------------------- | ---------------------- | --------------- | ----------------- | --------------- | ----------------- | --------------- | ----------------- | ------------------ | ----------------- | ------------- | ----------------- | --------------- | ------------------- | --------------- | ------------------- | --------------- | ----------------- | -------------- | ----------------- | ------------- | ------------------ | ------------- | ------------------ | ------------- | ------------------ | ------------- | ------------------ | ------------- | ------------------ | ------------- | ------------------ | ------------- | ------------------ | ------------- | ------------------ | --------------- | ------------------ | ---------------- |
| Австрія                   | 1999                   | 59              | 68                | 72              | 75                | 72              | 67                | 68                 | 73                | 65            | 67                | 60              | 67                  | 67              | 68                  | 66              | 74                | 71             | 71                | 64            | 68                 | 63            | 58                 | 65            | 66                 | 65            | 65                 | 67            | 69                 | 63            | 62                 | 69            | 62                 | 68            | 69                 | 67              | 70                 | 73               |
| Бельгія                   | 1999                   | 75              | 72                | 82              | 81                | 85              | 81                | 83                 | 89                | 84            | 83                | 82              | 85                  | 84              | 82                  | 84              | 82                | 83             | 78                | 78            | 79                 | 82            | 80                 | 75            | 69                 | 76            | 74                 | 78            | 76                 | 75            | 79                 | 77            | 76                 | 78            | 81                 | 82              | 84                 | 92               |
| Болгарія                  | Н/Д                    |                 |                   |                 |                   |                 |                   | 74                 | 67                | 63            | 65                | 62              | 66                  | 64              | 57                  | 68              | 61                | 60             | 59                | 55            | 54                 | 57            | 50                 | 54            | 46                 | 44            | 51                 | 41            | 45                 | 43            | 37                 | 42            | 38                 | 39            | 39                 | 35              | 35                 | 42               |
| Хорватія                  | 2023                   |                 |                   |                 |                   |                 |                   |                    | 63                | 59            | 61                | 59              | 63                  | 68              | 66                  |                 | 65                | 63             | 59                | 67            | 67                 | 64            | 63                 | 62            | 52                 | 61            | 57                 | 53            | 56                 | 56            | 56                 | 54            | 52                 | 51            | 43                 | 46              | 40                 | 45               |
| Кіпр                      | 2008                   |                 |                   |                 |                   |                 |                   | 65                 | 59                | 53            | 46                | 46              | 43                  | 50              | 46                  | 58              | 58                | 67             | 63                | 57            | 63                 | 55            | 55                 | 52            | 48                 | 47            | 44                 | 53            | 51                 | 44            | 49                 | 53            | 52                 | 60            | 67                 | 69              | 74                 | 74               |
| Чехія                     | Н/Д                    |                 |                   |                 |                   |                 |                   | 56                 | 60                | 63            | 60                | 57              | 60                  | 60              | 53                  | 53              | 53                | 51             | 55                | 36            | 41                 | 28            | 22                 | 24            | 22                 | 25            | 26                 | 24            | 25                 | 22            | 20                 | 21            | 25                 | 20            | 22                 | 23              | 21                 | 33               |
| Данія                     | Н/Д                    | 40              | 47                | 52              | 55                | 53              | 52                | 50                 | 50                | 50            | 50                | 50              | 53                  | 54              | 52                  | 51              | 51                | 53             | 53                | 42            | 43                 | 41            | 29                 | 28            | 30                 | 32            | 33                 | 29            | 34                 | 31            | 30                 | 29            | 30                 | 29            | 31                 | 29              | 30                 | 30               |
| Естонія                   | 2011                   |                 |                   |                 |                   |                 |                   | 46                 | 55                | 59            | 53                | 48              | 49                  | 54              | 54                  | 56              | 58                | 31             | 63                | 57            | 63                 | 71            | 64                 | 71            | 69                 | 73            | 76                 | 80            | 83                 | 83            | 82                 | 78            | 81                 | 83            | 84                 | 88              | 85                 | 89               |
| Фінляндія                 | 1999                   | 67              | 63                | 64              | 66                | 75              | 70                | 73                 | 79                | 77            | 79                | 75              | 78                  | 81              | 77                  | 80              | 82                | 83             | 81                | 77            | 64                 | 77            | 71                 | 74            | 76                 | 75            | 75                 | 76            | 75                 | 78            | 74                 | 76            | 78                 | 77            | 75                 | 76              | 82                 | 77               |
| Франція                   | 1999                   | 49              | 63                | 67              | 71                | 75              | 68                | 68                 | 78                | 76            | 78                | 70              | 76                  | 72              | 74                  | 71              | 73                | 73             | 69                | 65            | 69                 | 69            | 63                 | 69            | 69                 | 62            | 63                 | 68            | 67                 | 68            | 67                 | 70            | 68                 | 72            | 71                 | 70              | 72                 | 74               |
| Греція                    | 1999                   | 53              | 60                | 67              | 62                | 70              | 60                | 58                 | 69                | 59            | 66                | 63              | 66                  | 72              | 69                  | 69              | 71                | 69             | 66                | 62            | 67                 | 63            | 66                 | 65            | 69                 | 66            | 71                 | 75            | 74                 | 76            | 73                 | 73            | 81                 | 83            | 81                 | 83              | 81                 | 82               |
| Греція                    | 2001                   | 72              | 79                | 80              | 71                | 70              | 64                | 64                 | 62                | 49            | 46                | 51              | 49                  | 47              | 51                  | 51              | 58                | 62             | 63                | 64            | 64                 | 60            | 75                 | 75            | 65                 | 60            | 62                 | 69            | 63                 | 69            | 70                 | 62            | 68                 | 64            | 66                 | 69              | 67                 | 73               |
| Угорщина                  | Н/Д                    |                 |                   |                 |                   |                 |                   | 63                 | 60                | 64            | 64                | 66              | 61                  | 67              | 65                  | 63              | 63                | 63             | 66                | 67            | 71                 | 61            | 54                 | 47            | 50                 | 50            | 55                 | 53            | 54                 | 55            | 49                 | 51            | 52                 | 52            | 57                 | 53              | 53                 | 67               |
| Ірландія                  | 1999                   | 72              | 73                | 78              | 80                | 76              | 79                | 83                 | 85                | 86            | 87                | 85              | 87                  | 88              | 87                  | 87              | 87                | 86             | 86                | 84            | 80                 | 78            | 78                 | 79            | 67                 | 69            | 70                 | 75            | 76                 | 79            | 76                 | 80            | 85                 | 83            | 84                 | 84              | 84                 | 90               |
| Італія                    | 1999                   | 83              | 79                | 87              | 76                | 82              | 70                | 69                 | 62                | 67            | 64                | 66              | 64                  | 67              | 63                  | 58              | 61                | 61             | 63                | 64            | 68                 | 67            | 57                 | 53            | 57                 | 59            | 53                 | 54            | 54                 | 59            | 55                 | 54            | 53                 | 58            | 59                 | 61              | 63                 | 70               |
| Латвія                    | 2014                   |                 |                   |                 |                   |                 |                   | 55                 | 59                | 57            | 55                | 46              | 53                  | 47              | 48                  | 54              | 47                | 48             | 53                | 55            | 52                 | 53            | 42                 | 39            | 35                 | 43            | 53                 | 68            | 74                 | 78            | 72                 | 78            | 78                 | 78            | 76                 | 83              | 81                 | 83               |
| Литва                     | 2015                   |                 |                   |                 |                   |                 |                   | 63                 | 69                | 60            | 54                | 46              | 55                  | 54              | 48                  | 57              | 48                | 52             | 52                | 50            | 51                 | 48            | 46                 | 42            | 43                 | 40            | 40                 | 50            | 63                 | 73            | 67                 | 65            | 67                 | 65            | 68                 | 65              | 67                 | 83               |
| Люксембург                | 1999                   | 81              | 84                | 91              | 89                | 88              | 83                | 88                 | 85                | 87            | 89                | 81              | 84                  | 81              | 85                  | 82              | 83                | 86             | 80                | 79            | 86                 | 80            | 80                 | 78            | 72                 | 77            | 79                 | 78            | 80                 | 80            | 80                 | 82            | 87                 | 85            | 77                 | 81              | 85                 | 83               |
| Мальта                    | 2008                   |                 |                   |                 |                   |                 |                   | 46                 | 46                | 50            | 50                | 47              | 55                  | 64              | 63                  | 72              | 63                | 68             | 66                | 66            | 67                 | 68            | 61                 | 63            | 64                 | 68            | 69                 | 73            | 77                 | 78            | 74                 | 75            | 77                 | 77            | 77                 | 72              | 74                 | 80               |
| Нідерланди                | 1999                   | 66              | 71                | 75              | 67                | 67              | 62                | 58                 | 72                | 71            | 71                | 70              | 73                  | 77              | 81                  | 80              | 83                | 81             | 81                | 71            | 76                 | 74            | 71                 | 73            | 75                 | 68            | 71                 | 76            | 76                 | 75            | 75                 | 77            | 77                 | 79            | 78                 | 80              | 80                 | 84               |
| Польща                    | Н/Д                    |                 |                   |                 |                   |                 |                   | 59                 | 65                | 56            | 50                | 54              | 52                  | 54              | 49                  | 49              | 44                | 47             | 46                | 43            | 47                 | 38            | 38                 | 35            | 36                 | 29            | 35                 | 37            | 40                 | 32            | 34                 | 35            | 34                 | 32            | 36                 | 34              | 36                 | 35               |
| Португалія                | 1999                   | 59              | 67                | 73              | 70                | 75              | 69                | 67                 | 67                | 65            | 67                | 57              | 63                  | 64              | 60                  | 54              | 53                | 54             | 61                | 53            | 56                 | 49            | 54                 | 58            | 55                 | 52            | 50                 | 59            | 58                 | 62            | 67                 | 69            | 74                 | 74            | 77                 | 80              | 77                 | 85               |
| Румунія                   | Н/Д                    |                 |                   |                 |                   |                 |                   | 74                 | 71                | 74            | 66                | 65              | 70                  | 73              | 71                  | 72              | 71                | 72             | 71                | 64            | 64                 | 65            | 61                 | 60            | 56                 | 56            | 58                 | 63            | 65                 | 64            | 63                 | 57            | 55                 | 60            | 57                 | 61              | 55                 | 83               |
| Словаччина                | 2009                   |                 |                   |                 |                   |                 |                   | 68                 | 69                | 72            | 60                | 63              | 65                  | 69              | 63                  | 66              | 76                | 89             | 86                | 87            | 89                 | 82            | 78                 | 80            | 72                 | 77            | 78                 | 74            | 79                 | 81            | 78                 | 78            | 81                 | 80            | 80                 | 77              | 77                 | 81               |
| Словенія                  | 2007                   |                 |                   |                 |                   |                 |                   | 85                 | 87                | 83            | 77                | 82              | 83                  | 91              | 86                  | 90              | 90                | 86             | 88                | 82            | 83                 | 81            | 81                 | 80            | 83                 | 77            | 78                 | 79            | 75                 | 78            | 77                 | 80            | 85                 | 83            | 85                 | 84              | 86                 | 91               |
| Іспанія                   | 1999                   | 68              | 69                | 80              | 77                | 75              | 70                | 74                 | 69                | 58            | 61                | 60              | 64                  | 68              | 68                  | 67              | 67                | 66             | 62                | 64            | 62                 | 62            | 63                 | 55            | 63                 | 52            | 56                 | 60            | 65                 | 61            | 67                 | 68            | 71                 | 75            | 82                 | 76              | 78                 | 86               |
| Швеція                    | Н/Д                    | 29              | 51                | 49              | 51                | 41              | 41                | 45                 | 46                | 48            | 44                | 50              | 51                  | 45              | 45                  | 48              | 48                | 51             | 52                | 34            | 37                 | 34            | 23                 | 27            | 23                 | 19            | 23                 | 19            | 23                 | 25            | 23                 | 25            | 27                 | 25            | 25                 | 26              | 29                 | 23               |
| Середній показник по ЄС   | Н/Д                    | 59              | 61                | 67              | 63                | 66              | 59                | 60                 | 63                | 59            | 60                | 59              | 60                  | 63              | 61                  | 60              | 61                | 61             | 60                | 56            | 58                 | 56            | 53                 | 52            | 53                 | 51            | 52                 | 55            | 56                 | 57            | 56                 | 55            | 58                 | 60            | 61                 | 61              | 62                 | 70               |
| Єврозона                  |                        |                 |                   |                 |                   |                 |                   |                    |                   |               |                   |                 |                     |                 |                     |                 |                   |                |                   |               |                    |               |                    |               |                    |               |                    |               |                    |               |                    |               |                    |               |                    |                 |                    | 79               |
| Велика Британія           | Н/Д                    | 25              | 27                | 31              | 28                | 24              | 23                | 26                 | 31                | 28            | 28                | 28              | 29                  | 29              | 24                  | 26              | 28                | 27             | 28                | 19            | 17                 | 21            | 15                 | 15            | 14                 | 15            | 19                 | 16            | 20                 | 20            | 20                 | 17            | 24                 | 23            | 30                 | 27              | 28                 |                  |